# Michael Kronberger der Jüngere
Michael Kronberger der Jüngere (* im 16. Jahrhundert; † 17. Dezember 1603 in Freiberg) war ein leitender kursächsischer Beamter und Kommunalpolitiker. Von 1582 bis 1592 war er Amtsschösser des Amtes Freiberg im Erzgebirge und wechselte dann als regierender Rat in die Stadtverwaltung von Freiberg.

## Leben und Wirken
Michael Kronberger ist der Sohn des Freiberger Amtsschössers Michael Kronberger der Ältere. Als sein Vater 1582 nach Dresden ging, übernahm er dessen Amt als Amtsschösser in Freiberg. Als solcher hatte er dort auch die Aufsicht über das Jungfrauenkloster. Bestens in der Stadt Freiberg vernetzt, schied er aus dem kursächsischen Beamtendienst aus und trat als regierender Rat in die Kommunalverwaltung Freibergs ein.

## Familie
Kronberger war verheiratet mit Margaretha geborene Meusinger und hatte mit ihr mehrere Kinder.